# Tillie Walden

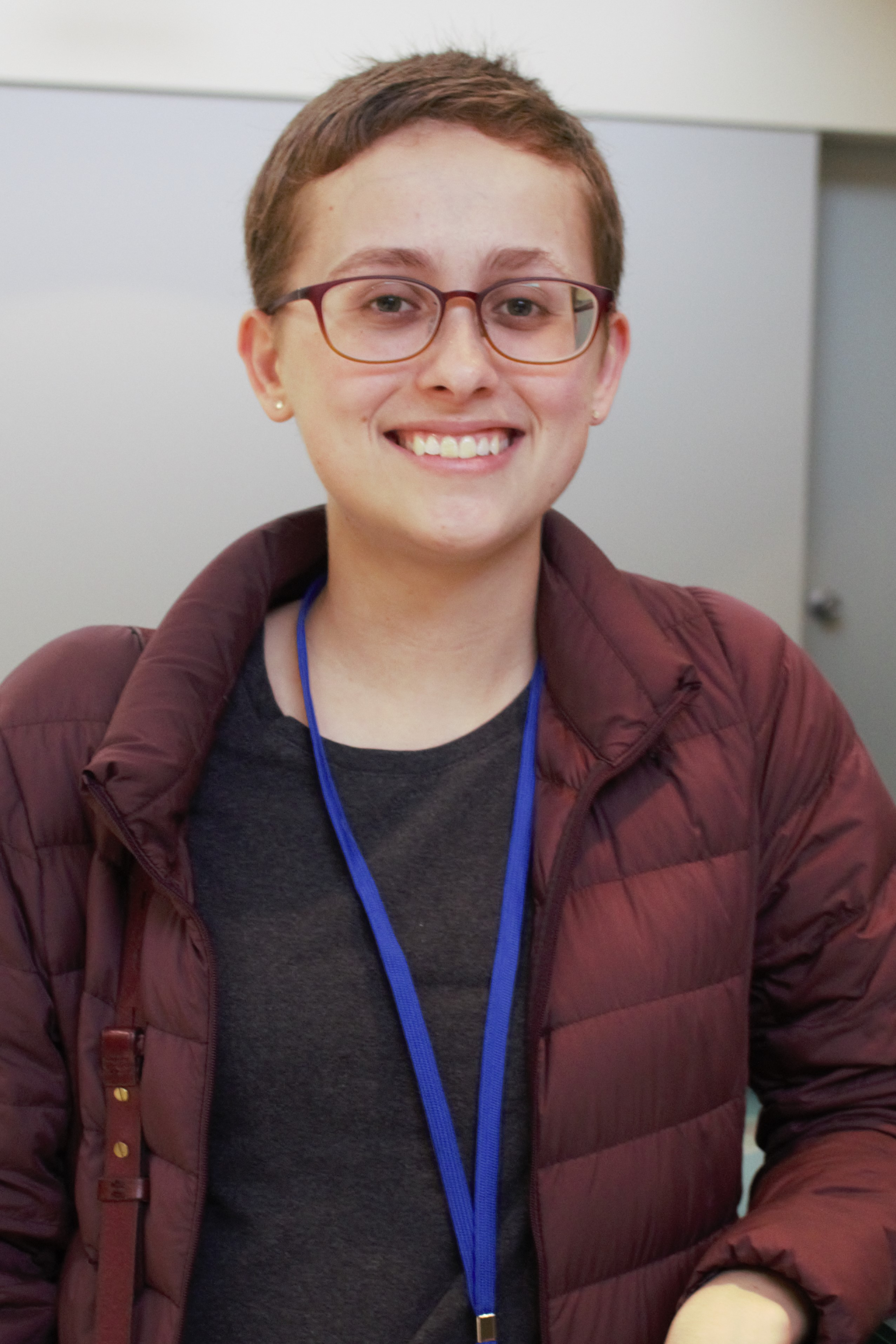
Tillie Walden, 2018

Tillie Walden (* 4. Mai 1996) ist eine US-amerikanische Comic-Künstlerin und Illustratorin. Sie gilt als äußerst produktiv; mit 22 Jahren hatte sie bereits sechs Graphic Novels veröffentlicht. Darunter befindet sich mit Pirouetten ein  autobiografisches Werk. Ihre Veröffentlichungen wurden mehrfach übersetzt und ausgezeichnet; bereits mit ihrem Comicdebüt The End of Summer konnte sie 2015 erste Erfolge verbuchen.

## Leben und Werk
Tillie Walden wurde 1996 geboren und wuchs zunächst in New Jersey und anschließend in Austin, Texas auf. Sie ist nach ihrer Großmutter väterlicherseits benannt, die ebenfalls eine Künstlerin war. Die Bilder der Großmutter hingen in Waldens Elternhaus. Ihren ersten Comic widmete Walden ihrer verstorbenen Großmutter, die sie nie kennengelernt hatte. Der einfache schwarz-weiße Comic rührte Waldens Vater zu Tränen.
In ihrer Kindheit und Jugend trainierte sie zwölf Jahre lang Eiskunstlauf und nahm regelmäßig an Wettbewerben teil. Erst kurz vor ihrem Schulabschluss beendete sie ihre Karriere als Eiskunstläuferin – der kompetitive Sport stellte bis dahin eine wichtige Konstante in ihrem Leben dar und es schien unmöglich, unvermittelt damit aufzuhören – um sich aufs Comiczeichnen konzentrieren zu können.
Walden zeichnet und textet Comics bereits seit ihrer Schulzeit. Ihr Vater überzeugte sie davon, ihre Zeichnungen und Geschichten online zu veröffentlichten, wodurch Avery Hill Publishing auf sie aufmerksam wurde. Noch während sie die High School besuchte, fragte der Verlag wegen einer Zusammenarbeit bei ihr an. Walden hielt den Anruf für einen Betrugsversuch und bat um einen Rückruf nach ihrem Schulabschluss. Der Verlag meldete sich zu ihrer Überraschung wie versprochen wieder, woraus letztendlich Waldens erste Graphic Novel The End of Summer hervorging. Nach ihrem Schulabschluss studierte sie an der Kunsthochschule Center for Cartoon Studies in Hartford, Vermont, an der sie mittlerweile auch unterrichtet.
Walden gilt als sehr produktiv. Sie hatte im Alter von 21 nach nur zwei Jahren bereits vier Graphic Novels und einen Webcomic veröffentlicht. Mit 22 Jahren konnte sie sechs Comicveröffentlichungen vorweisen. Bereits mit ihrem Debütcomic The End of Summer im Jahr 2015 erzielte sie erste Erfolge. Sie erzählt darin die Geschichte eines Mannes, der mit Krankheit, Langeweile und dem Druck durch seine eigene Familie zu kämpfen hat. 
Noch im selben Jahr kam Waldens ebenfalls ausgezeichneter Comic I Love This Part heraus. In ihrem zweiten Werk geht es um die Freundschaft zweier Mädchen, die gemeinsam versuchen, durch ihre Schulzeit zu kommen. Waldens dritte Graphic Novel A City Inside erschien 2016 – kaum ein Jahr nach ihrem Comicdebüt. Sie setzt sich darin anhand der Lebensgeschichte einer Frau mit dem Thema Altern auseinander; sie verwendet dabei sowohl alltägliche als auch surreale Illustrationen.
2017 publizierte sie ihren vierten Comic und ihr erstes autobiographisches Werk Spinning (auf Deutsch Pirouetten). Sie erzählt darin von ihrem Heranwachsen; im Zentrum stehen ihre zwölf Wettkampfjahre als Eiskunstläuferin. Außerdem geht sie auf Mobbing, die komplexen Beziehung zu ihren Eltern und dem Bruder sowie auf die eigene Sexualität ein. Walden, die sich ihrer Homosexualität bereits seit ihrem fünften Lebensjahr bewusst ist, beschreibt ebenfalls ihre erste von Unsicherheit geprägte Romanze mit einem anderen Mädchen.
Die Idee für ihre Autobiografie hatte Walden gegen Ende des ersten Jahres während ihres Studiums am Center for Cartoon Studies, als sie an einer Kurzgeschichte über Eiskunstlauf arbeitete. Zunächst habe es sich so angefühlt, als sei das Thema für sie zu stark mit negativen Emotionen belastet. Gerade das aber habe sie motiviert, sich des Themas anzunehmen und einen umfangreichen Comic zu verfassen.
Ihr Webcomic On a Sunbeam (auf Deutsch Auf einem Sonnenstrahl) erschien online von 2016 bis 2017. Walden veröffentlichte in diesem Zeitraum 20 Kapitel und lieferte etwa 30 neue Seiten pro Woche. Die einzelnen Episoden wurden im Jahr 2018 in Buchform veröffentlicht. Waldens erste Science-Fiction-Geschichte folgt Mia, neuestes Mitglied an Bord eines Raumschiffes, dessen Besatzung eine zerfallene Weltraumarchitektur restauriert.
Ihre nächste Graphic Novel Are You Listening (auf Deutsch West, West Texas) erschien bereits 2019. Darin erzählt die Walden die Geschichte der Ausreißerin Bea und der Autonärrin Lou, die sich zufällig an einer Raststätte begegnen und gemeinsam auf den einsamen Straßen von Texas Richtung Westen unterwegs sind. Der Roadtrip der beiden jungen Frauen nimmt im Verlauf der Erzählung zunehmend surrealere Züge an. Tillie Walden lebt und arbeitet in Lebanon, New Hampshire.

## Künstlerischer Einfluss und Themen
Als maßgeblichen Einfluss auf ihr kreatives Schaffen – insbesondere für Linienführung sowie Bildkomposition – nennt Walden Manga und Anime. Bei Letzteren hebt sie die Produktionen von Studio Ghibli hervor. Bezüglich der autobiografischen Aspekte bei Pirouetten sieht sich Walden insbesondere durch Fun Home von Alison Bechdel und David Smalls Stitches inspiriert.
Zentrale Motive von Waldens Geschichten sind Feminismus und die weibliche Homosexualität; Identität sowie Selbstfindung spielen ebenfalls eine maßgebliche Rolle. In Auf einem Sonnenstrahl zeichnet sie eine matriarchale Gesellschaft, in der Männer weder erwähnt noch dargestellt werden. Sämtliche Haupt- und Nebenfiguren in West, West Texas sind mit Frauen besetzt, von Männern geht ausschließlich Bedrohung und Gefahr aus. Den Handlungsrahmen von Auf einem Sonnenstrahl bildet die Liebe von Mia zu Grace, die beiden Protagonistinnen in West, West Texas sind lesbisch. Sowohl Bea als auch Lou hadern mit ihrer Sexualität und versuchen, wieder zu sich selbst zu finden.

## Veröffentlichungen (Auswahl)
- The End of Summer. Avery Hill Publishing 2015, 88 Seiten, farbig, ISBN 978-1-910395-13-4.
- I Love This Part. Avery Hill Publishing 2015, 68 Seiten, farbig, ISBN 978-1-910395-17-2.
- A City Inside. Avery Hill Publishing 2016, 56 Seiten, ISBN 978-1-910395-20-2.
- Spinning. First Second Books 2017, 400 Seiten, farbig, ISBN 978-1-62672-940-7.
  - Pirouetten. Reprodukt 2018, 404 Seiten, zweifarbig, ISBN 978-3-95640-161-9.
- On a Sunbeam. First Second Books 2018, 544 Seiten, farbig, ISBN 978-1-250-17813-8.
  - Auf einem Sonnenstrahl. Reprodukt 2021, 544 Seiten, farbig, ISBN 978-3-95640-242-5.
- Are You Listening? First Second Books 2019, 324 Seiten, farbig, ISBN 978-1-250-20756-2.
  - West, West Texas. Reprodukt 2019, 324 Seiten, vierfarbig, ISBN 978-3-95640-195-4.
- The Cosmic Slumber Tarot. Sterling Ethos 2020, 56 Seiten, farbig, ISBN 978-1-4549-4309-9.
- Homecoming in Wonder Woman Black & Gold #2. DC Comics 2021, 8 Seiten, farbig.
- My Parents Won't Stop Talking! zusammen mit Emma Hunsinger. Roaring Brook Press 2022, 40 Seiten, farbig, ISBN 9781250800275.
- Clementine. Image Comics 2022, 229 Seiten, farbig, ISBN 978-1-5343-2128-1.
  - Clementine. Cross Cult Verlag, Ludwigsburg 2023, ISBN 978-3-9866605-5-0.

## Auszeichnungen
- 2016: Ignatz Award für The End of Summer in der Kategorie „Outstanding Artist“
- 2016: Ignatz Award für I Love This Part in der Kategorie „Promising New Talent“
- 2018: Eisner Award für Spinning in der Kategorie „Best Reality-Based Work“
- 2018: Los Angeles Times Book Prize für On a Sunbeam in der Kategorie „Graphic Novel / Comics“[16]
- 2019: Rudolph-Dirks-Award für Pirouetten in der Kategorie „Beste Publikationen“ im Genre „Tabubruch / Erotik“
- 2020: Eisner Award für Are You Listening? in der Kategorie „Best Graphic Album: New“
- 2020: Rudolph-Dirks-Award für West, West Texas in der Kategorie „Beste Publikationen“ im Genre „Experimentell / Alternativ“
- 2021: Luchs des Monats (August) für Auf einem Sonnenstrahl